# Mario Ascione
Mario Ascione (Sassari, 15 dicembre 1897 – Sassari, 24 aprile 1978) è stato un agronomo, dirigente d'azienda e politico italiano.

## Biografia
Mario Ascione, nato a Sassari nel dicembre 1897 e laureatosi a Pisa in scienze agrarie, fu abilitato all'insegnamento di estimo e tecnica agraria negli istituti tecnici.
Nel 1923 si iscrisse al Partito Nazionale Fascista, iniziando una rapida carriera nell'establishment del regime. Esponente di rilievo del sincalismo agrario fascista, fu membro del direttorio di fascio di Sassari e della federazione provinciale, divenne segretario dei sindacati per l'intera provincia, poi segretario interregionale del sindacato pastori, segretario della federazione nazionale coltivatori diretti, segretario della federazione nazionale pastori, direttore generale della confederazione nazionale lavoratori dell'agricoltura, membro autorevole del consiglio nazionale delle corporazioni e infine deputato nella XXVIII e XXIX legislatura, dal 1929 al 1938, e dal 1939 membro della camera dei fasci e delle corporazioni.
Il suo nome è legato all'Ente ferrarese (poi sardo) di colonizzazione, del quale è stato presidente e che ha promosso la bonifica della Nurra, la costruzione del villaggio Calich e la fondazione di Fertilia, nei pressi di Alghero, la cui costruzione è avviata alla presenza di Mussolini l'8 marzo 1936, rimane interrotta a causa della guerra e riprende a ostilità cessate. Riservata inizialmente a emigrati ferraresi è stata popolata da un folto gruppo di esuli dell'Istria e della Dalmazia.
Il fascicolo personale di Mario Ascione è consultabile presso l'Archivio Centrale dello Stato, nel fondo Partito Nazionale Fascista, Direttorio Nazionale, Senatori, Consiglieri Nazionali, busta 2.

## Archivio
Le carte dell'Archivio di Mario Ascione, donate dall'omonima famiglia al dipartimento di storia dell'università di Sassari, constano di documenti relativi all'attività pubblica e privata dell'onorevole.  Insieme con il fondo, il dipartimento ha ricevuto, anche una sezione della biblioteca Ascione: sono un migliaio di pezzi costituiti da volumi e soprattutto da opuscoli, tutti sul tema della tecnica agraria, dei problemi dell'agricoltura, della bonifica in Italia e in Sardegna e, più latamente, di quella che potremmo chiamare la "cultura agraria" italiana negli anni del fascismo. L'archivio è stato dichiarato di notevole interesse storico in data 7 febbraio 1995.